# Damion Reid

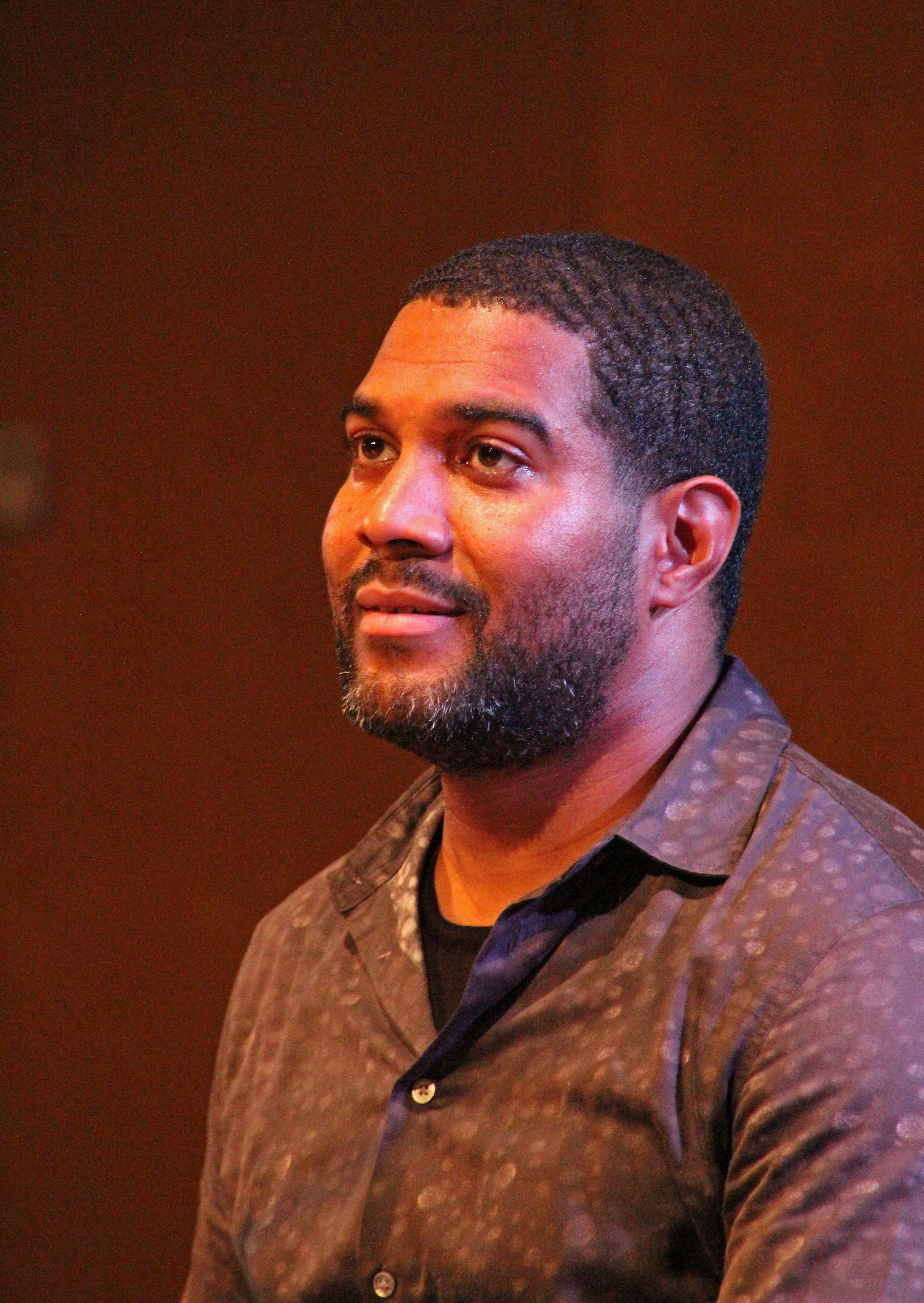
Damion Reid (2016 im Quartett von Mark Turner)

Damion Reid (* 16. Juni 1979 in West Covina) ist ein amerikanischer Jazzmusiker (Schlagzeug).

## Leben und Wirken
Reid, dessen Mutter Opernsängerin und dessen Vater Bassist ist, machte bereits als Kind Kirchenmusik; ab dem Alter von zwölf Jahren erhielt er Unterricht durch Billy Higgins. Nach dem Abschluss der Highschool studierte er zunächst am New England Conservatory of Music bei Bob Moses, Danilo Pérez, Fred Buda und George Garzone, ab 1999 am Thelonious Monk Institute of Jazz der University of Southern California, um seine Studien dann an The New School in New York City abzuschließen.
Reid gehörte bald zur Band von Robert Hurst und spielte mit Robert Glasper, der ihn in sein Trio holte (zunächst Mood, 2004). Das vierte Album dieser Gruppe, Covered (Blue Note 2015), erhielt eine Grammy-Nominierung. Reid gehörte weiter zur Band The Five Elements von Steve Coleman und arbeitete in dessen Umkreis mit Greg Osby, Cassandra Wilson, Jacky Terrasson und Ravi Coltrane. Die Kritik hat seinen „kontrollierten Zorn“, aber auch sein komplexes Spiel hervorgehoben.
Weiterhin war er in Greg Wards Phonic Juggernaut, dem Steve Lehman Trio (Dialect Fluorescent, 2012) bzw. Steve Lehman & Sélébéyone, verschiedenen Projekten des Gitarristen Miles Okazaki sowie in der Band Apex von Rudresh Mahanthappa und Bunky Green und im Projekt Dual Identity von Steve Lehman und Rudresh Mahanthappa. Er ist auch auf Alben von Jonathan Finlayson (Moment and the Message), Laurent Coq (Like a Tree in the City), Liberty Ellman (Radiate), Lucian Ban/Alex Harding und Jure Pukl zu hören. Daneben arbeitete er mit Musikern wie Terence Blanchard, Bruce Hornsby, Reggie Workman, Marcus Belgrave, Lauryn Hill, Angie Stone, Angélique Kidjo, Meshell Ndegeocello, Jason Moran, Mark Shim, Dianne Reeves, Marko Churnchetz, Liberty Ellman (Last Desert, 2020), John Escreet (Seismic Shift, 2022, und The Epicenter of Your Dreams, 2024) und Mark Turner.

## Diskographische Hinweise
- Steve Lehman Trio & Mark Turner: The Music of Anthony Braxton (Pi Recordings, 2025)